# Andrew Simpson
Andrew James Simpson MBE (ur. 17 grudnia 1976 w Chertsey, zm. 9 maja 2013 w San Francisco) – brytyjski żeglarz sportowy, mistrz i wicemistrz olimpijski, mistrz świata.
Złoty medalista igrzysk olimpijskich w 2008 roku w Pekinie wspólnie z Iainem Percy w klasie Star. Z tym samym partnerem zdobył srebro podczas igrzysk w Londynie również w klasie star.
Mistrz świata 2010, wicemistrz w 2012 i brązowy medalista w 2007 roku w klasie Star (wszystkie sukcesy wspólnie z Percy), w latach 2000–2005 startował w klasie Finn, w 2003 roku zdobył brązowy medal w mistrzostwach świata w Kadyksie.
Na początku sportowej kariery występował w klasie Laser, zajmując w 1999 roku szóste miejsce w mistrzostwach świata w Melbourne.
Odznaczony Orderem Imperium Brytyjskiego (MBE).
Zginął 9 maja 2013 w czasie treningu przed America’s Cup.